# Герман II (пфальцграф Лотарингії)
Герман II (нім. Hermann II.; 1049 — 20 вересня 1085) — пфальцграф Лотарингії в 1060—1085 роках.

## Життєпис
Походив з роду Еццоненів. Син Генріха I, пфальцграфа Лотарингії, та Матильди (доньки Гоцело I Великого, герцога Верхньої Лотарингії). Народився 1049 року, а 1060-го божевільний батько вбив матір Германа. Після цього Генріха I було позбавлено влади, запроторено до монастиря Ехтернах, де той невдовзі помер. Влада перейшла до Германа, але через малолітство керувати пфальцграфством став Анно II, архієпископ Кельнський. 1061 року після смерті дядька Конрада успадкував графство Цюльпіхгау.
1064 року після офіційного повноліття перебрав владу. 1065 року отримав графство Дуйсбург-Кайзерверт, а також Рургау. У 1080 році одружився з Адельгейдою з роду Веймар-Орламюнде — удовою Адальберта II Асканія, графа Балленштедту.
У 1085 році отримав від імператора Генріха IV Брабантське ландграфство і значну частину герцогства Нижня Лотарингія, на владу в якій претендував Альберт III, граф Намюрський. В результаті поєдинку біля замку Далем Герман II був вбитий Альбертом ІІІ.

## Родина
Дружина — Адельгейда, донька графа Оттона фон Веймар-Орламюнде.
Діти:
- 2 сини померли немовлятами